# Tư Mã Lượng
Tư Mã Lượng (司馬亮) (mất 291) tên tự Tử Dực (子翼), tước hiệu Nhữ Nam Văn Thành vương(汝南文成王), là con thứ tư của Tư Mã Ý, vào hàng chú Tấn Vũ Đế, ông Tấn Huệ Đế. Tư Mã Lượng từng có một thời gian ngắn làm nhiếp chính dưới triều Tấn Huệ Đế nhà Tấn. Lượng là vị vương đầu tiên trong tám vương tham gia vào loạn bát vương.

## Tiểu sử
Tư Mã Lượng là con thứ tư của Tư Mã Ý. Mẹ Lượng là Phục phu nhân. Khi hai người anh trai là Tư Mã Sư và Tư Mã Chiêu nắm quyền lực, ông chỉ giữ một chức quan hạng trung. Khi cháu ông là Tư Mã Viêm lên ngôi Hoàng đế, lập nhà Tây Tấn, kết thúc nhà Tào Ngụy, Tư Mã Lượng được phong làm Phù Phong Vương, chỉ huy quân đội ở Tần Châu (phía đông Cam Túc ngày nay) và Ung Châu (phía bắc và trung Thiểm Tây ngày nay).
Trong những năm thời Tấn Vũ Đế, ông được biết đến với đức tính hiếu thảo của mình vì vậy ông được phép theo dõi và can ngăn các vương gia thậm chí hoàng đế lúc cần thiết.
Năm 277, Vũ Đế chuyển Tư Mã Lượng tới chỉ huy quân sự Dự Châu (phía đông Hà Nam ngày nay) nhưng không lâu sau hoàng thượng lại đưa ông về kinh đô.

## Trong loạn bát vương
Năm 289, Tấn Vũ Đế lâm bệnh nặng, muốn cho cả Tư Mã Lượng và cha vợ là Dương Tuấn nhiếp chính cho Thái tử Tư Mã Trung sau khi Vũ Đế qua đời. Dương Tuấn sợ Tư Mã Lượng nên biếm Lượng ra giữ Hứa Xương. Năm 290, Vũ Đế băng, di chiếu bị Dương Tuấn lấy được, đem tráo đi, để một mình Dương Tuấn nắm quyền nhiếp chính cho Tư Mã Trung.
Sau đó năm 291, hoàng hậu Giả Nam Phong vợ Tư Mã Trung chuyên quyền muốn giết ngoại thích Dương Tuấn và gia đình ông này (bao gồm Thái hậu Dương thị) bèn cùng Đông An công Tư Mã Do và Nhữ Nam vương Tư Mã Lượng bàn mưu kết tội Dương Tuấn chuyên quyền.
Năm 292, Do và Lượng làm binh biến bắt giết cả nhà Dương Tuấn. Dương thái hậu là con Tuấn cũng bị kết tội, bị phế. Vợ Dương Tuấn, mẹ Dương thái hậu là Bàng thị cũng bị hành hình, dù Dương thái hậu nhẫn nhục viết thư xưng làm thần dân để mẹ được tha cũng không kết quả. Sau đó chính Dương thái hậu cũng bị kết tội chết. Huệ đế ngơ ngác ngồi nhìn ông ngoại, bà ngoại và mẹ bị vợ hành hình.
Giết được Dương Tuấn, Tư Mã Lượng và Tư Mã Do cầm quyền trong triều. Dần dần hai người sinh mâu thuẫn. Lượng sai người gièm pha Do với Giả hậu, Giả hậu bèn cách chức Do. Lượng tiến cử Sở vương Tư Mã Vĩ (con thứ năm của Vũ đế, tức là em Huệ đế) cùng lão thần Vệ Quán thay chức của Do.
Sau một thời gian, chính Vĩ lại lấn át quyền của Lượng. Lượng tức giận bàn mưu với Vệ Quán trừ Vĩ, nhưng việc bại lộ. Vĩ nói vu với Giả hậu rằng Quán và Lượng mưu phế Giả hậu. Giả hậu tức giận bèn sai Vĩ vây bắt, giết chết cả nhà Vệ Quán và Tư Mã Lượng.

## Gia đình
- Cha: Tư Mã Ý (chữ Hán: 司马懿; 179 – 7/9/251)
- Mẹ: Phục quý phi vợ lẽ Tư Mã Ý
- Anh trai:
  - Tư Mã Sư (司馬師) (con Tuyên Mục Hoàng hậu)
  - Tư Mã Chiêu (司馬昭) (con Tuyên Mục Hoàng hậu)
  - Tư Mã Cán (司馬幹) (con Tuyên Mục Hoàng hậu)
- Em trai:
  - Tư Mã Trụ (司馬伷) (con Phục quý phi)
  - Tư Mã Kinh (司馬京) (con Phục quý phi)
  - Tư Mã Tuấn (Tây Tấn) (司馬駿) (con Phục quý phi) (khác Tấn Nguyên Đế thời Đông Tấn vì là cháu của Tư Mã Trụ, chắt Tư Mã Ý)
  - Tư Mã Cảnh (司馬肜) (con Trương phu nhân, chết trẻ)
  - Tư Mã Luân (司馬倫) (con Bách phu nhân, sau sau tham gia loạn bát vương, cướp ngôi cháu là Tấn Huệ Đế Tư Mã Trung năm 301, là hoàng đế thứ 3 nhà Tây Tấn)
- Chị:
  - Nam Dương công chúa (南阳公主) (con Tuyên Mục Hoàng hậu)